# Open di Francia 2008 - Doppio maschile in carrozzina
Stephane Houdet e Michael Jeremiasz erano i detentori del titolo, ma Jeremiasz ha deciso di non partecipare quest'anno.
Houdet ha fatto coppia con Nicolas Peifer, ma ha perso in semifinale contro Robin Ammerlaan e Ronald Vink.
Shingo Kunieda e Maikel Scheffers hanno battuto in finale 6–2, 7–5 Robin Ammerlaan e Ronald Vink.

## Teste di serie
1. Robin Ammerlaan /  Ronald Vink (finale)
2. Shingo Kunieda /  Maikel Scheffers (campioni)

## Tabellone

### Legenda
| - Q = Qualificato - WC = Wild card - LL = Lucky loser | - ALT = Alternate - SE = Special Exempt - PR = Protected Ranking | - w/o = Walkover - r = Ritirato - d = Squalificato |

### Finali
|  | Semifinali | Semifinali                      | Semifinali                      | Semifinali | Semifinali |  |  | Finale | Finale                          | Finale                          | Finale | Finale |  |
|  |            |                                 |                                 |            |            |  |  |        |                                 |                                 |        |        |  |
|  | 1          | Robin Ammerlaan Ronald Vink     | 6                               | 1          | [10]       |  |  |        |                                 |                                 |        |        |  |
|  |            | Stephane Houdet Nicolas Peifer  | 1                               | 6          | [6]        |  |  | 1      | Robin Ammerlaan Ronald Vink     | Robin Ammerlaan Ronald Vink     | 2      | 5      |  |
|  |            | Martin Legner Stefan Olsson     | Martin Legner Stefan Olsson     | 1          | 2          |  |  | 2      | Shingo Kunieda Maikel Scheffers | Shingo Kunieda Maikel Scheffers | 6      | 7      |  |
|  | 2          | Shingo Kunieda Maikel Scheffers | Shingo Kunieda Maikel Scheffers | 6          | 6          |  |  |        |                                 |                                 |        |        |  |